# Скелі Дениші-Тригір'я

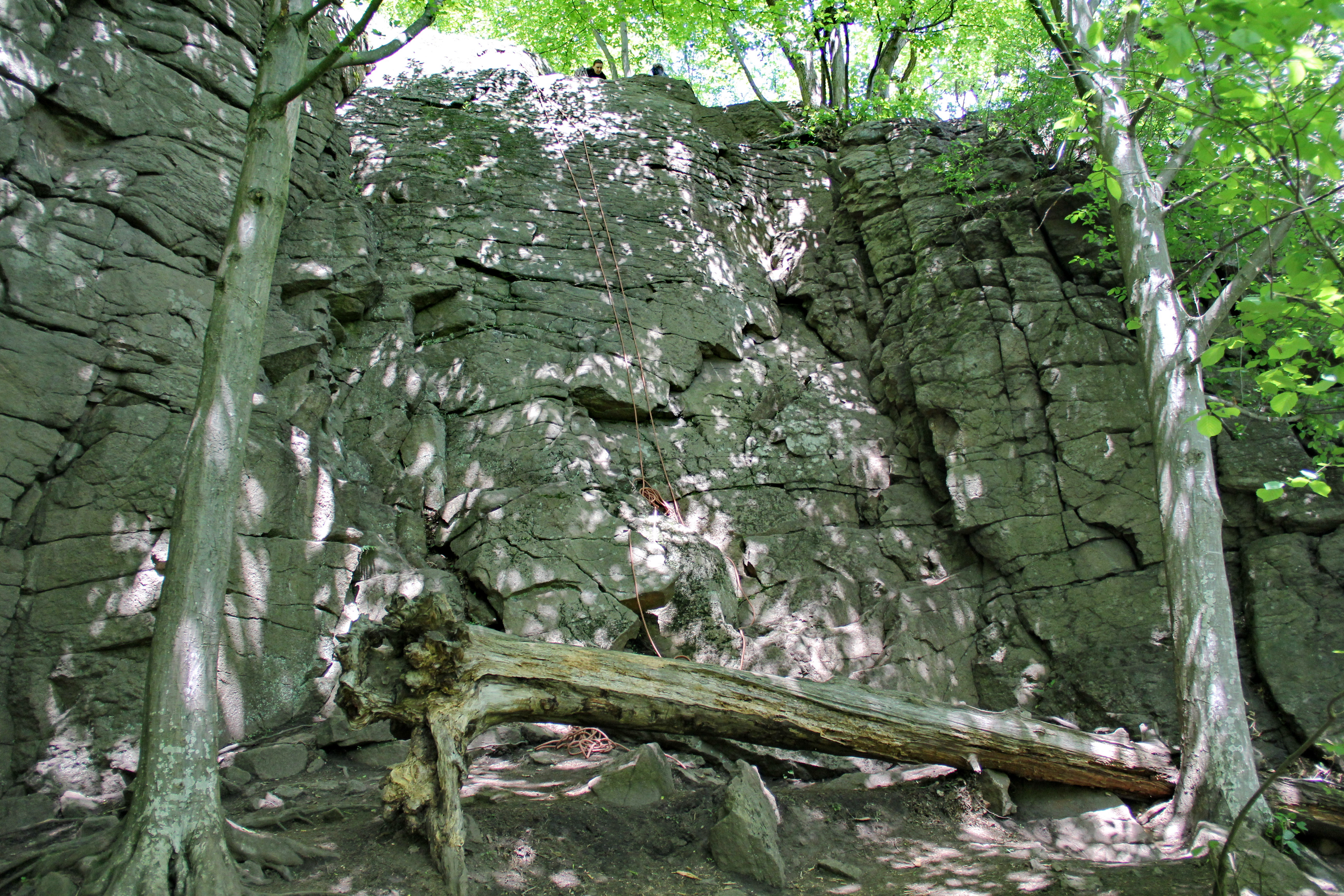
Скелі «Дениші»

Ске́лі Дениші́-Тригі́р'я — скелі і каньйон на берегах річки Тетерів, поблизу сіл Дениші та Тригір'я, що у Житомирському районі Житомирської області.  

## Параметри
Висота близько 20-25 м. Належать до Житомирського гранітного щита. 

## Екстремальний спортивний туризм

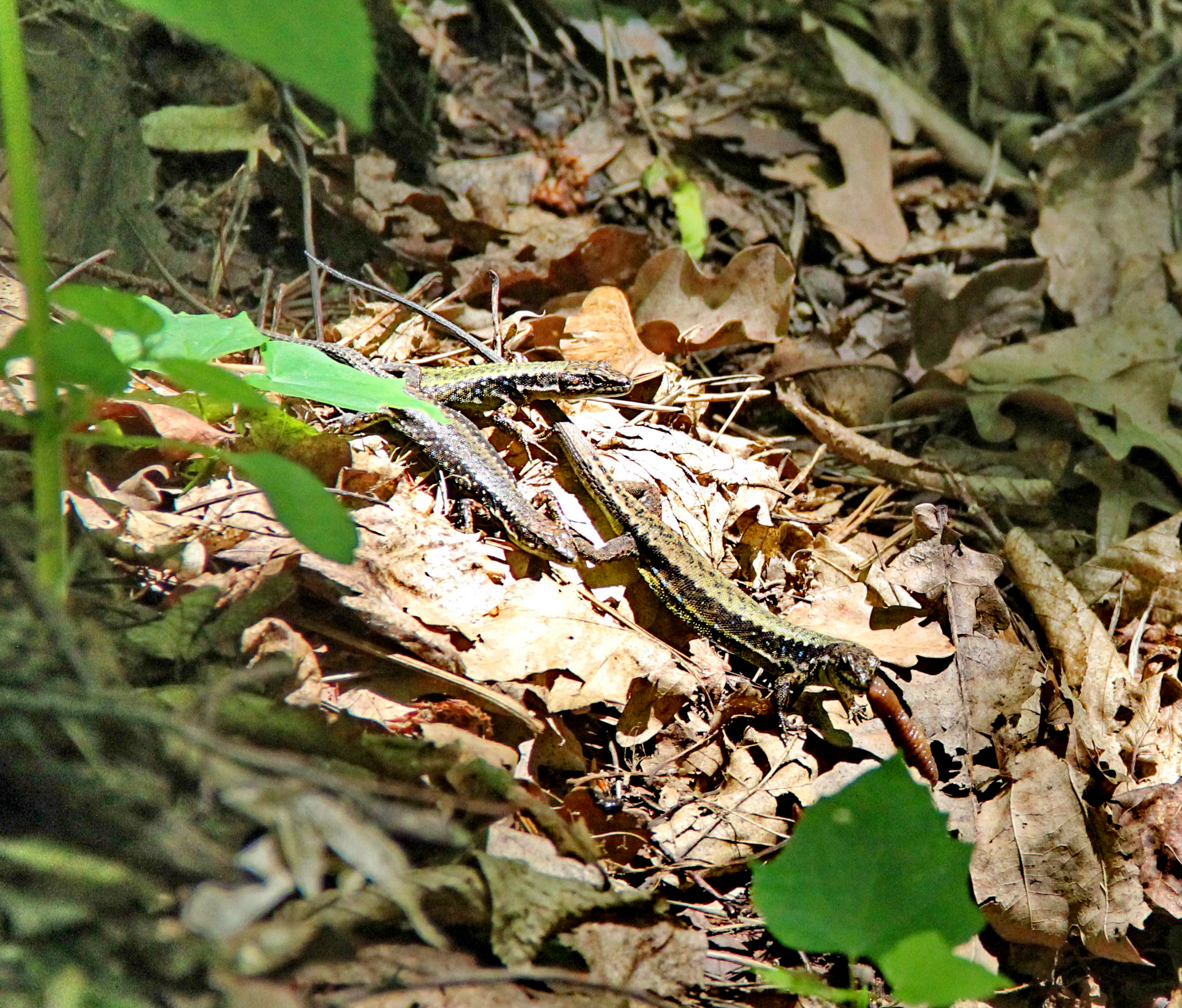
Я́щірка вірме́нська (Darevskia armeniaca) в Житомирській області

Місце тренувань і змагань скелелазів з України та інших країн, головно Європи. Популярне місце екстремального туризму.

## Фауна і флора
Дуже цікавим і унікальним є тваринний світ каньйону р. Тетерів. Так біля санаторія «Дениші» (тільки в Житомирській області) у скелях мешкають скельні ящірки Darevskia (saxicola) complex, акліматизованих тут у 1960-х рр. Привезені вони були з Кавказу (Вірменії та Грузії). На сьогоднішні вірменська ящірка (Darevskia armeniaca) і ящірка Даля (Darevskia dahli) поширилися вздовж лівого берега р. Тетерів на ділянці загальною довжиною близько 3,7 км біля греблі. 

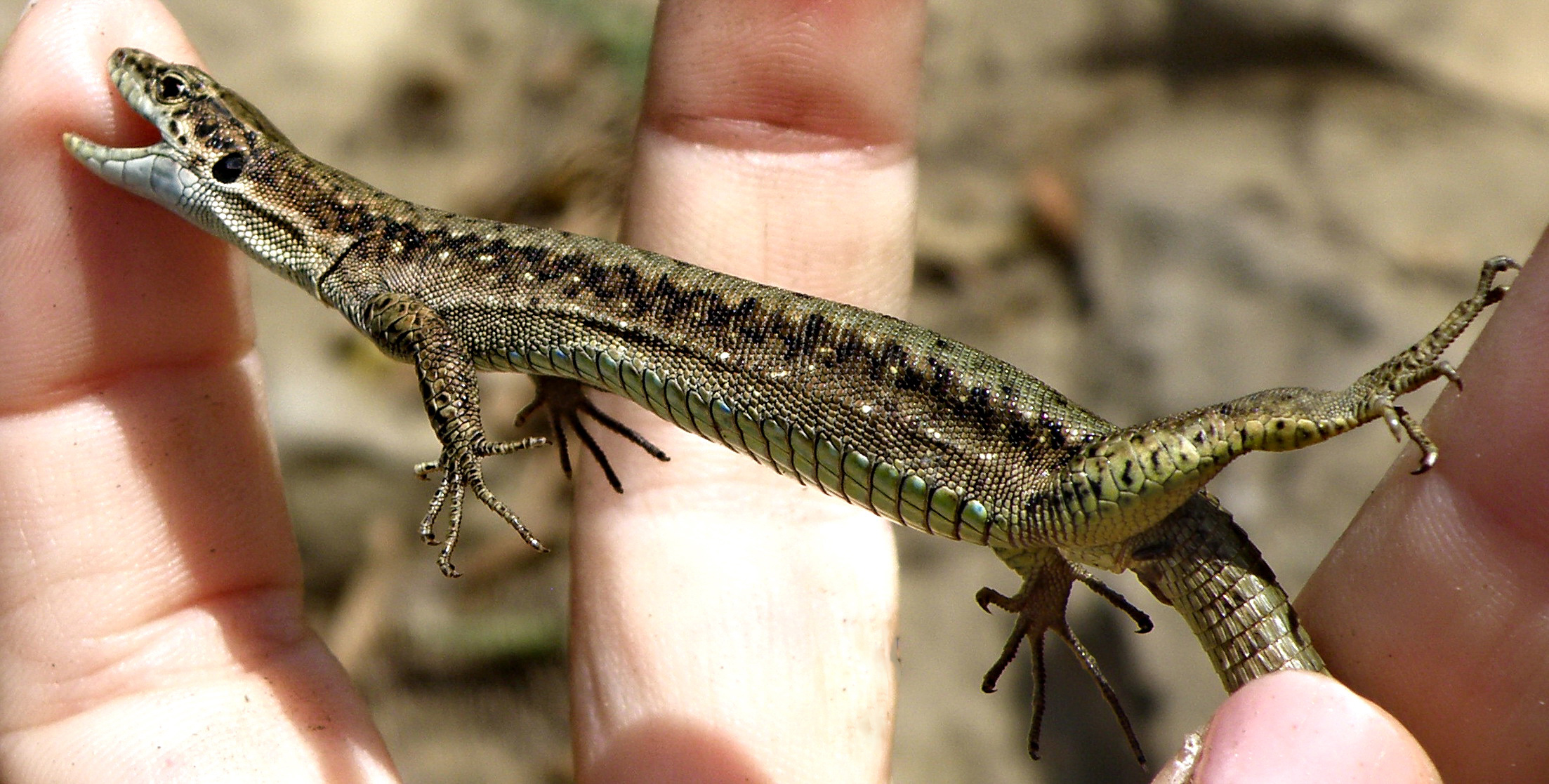
Ящірка Даля (Darevskia dahli)